# Epitaph (canción)
Epitaph es la tercera canción del álbum de 1969 In the Court of the Crimson King de la banda británica de rock progresivo, King Crimson. Fue compuesta por Robert Fripp, Ian McDonald, Greg Lake, y Michael Giles con letra escrita por Peter Sinfield.
La canción es notable por el uso intensivo del mellotron., Al igual que el tema de apertura 21st Century Schizoid Man, su letra describe un sentimiento claramente distópico.
El nombre de la canción fue tomado para el álbum en vivo de grabaciones realizadas por la formación original de King Crimson en 1997. La compañía discográfica Epitaph Records también debe su nombre a la canción.
La canción Stripes, del rapero Cage, utilizó la parte intermedia de la canción.

## Versión de sencillo
En 1976 la canción fue publicada como sencillo promocional junto con 21st Century Schizoid Man como lado B para promocionar su álbum recopilatorio A Young Person's Guide to King Crimson.

### Lista de canciones
1. «Epitaph» – 3:57
2. «21st Century Schizoid Man» – 6:52

## Créditos
Créditos adaptados desde las notas de álbum de In the Court of the Crimson King.
King Crimson
- Greg Lake – voz principal, bajo eléctrico
- Robert Fripp – guitarra eléctrica y acústica
- Ian McDonald – Mellotron, clavecín, piano, flauta, órgano, clarinete, clarinete bajo
- Michael Giles – batería, percusión, timbal